# Ottomar Sachse
Ottomar Sachse (* 15. April 1951 in Lützen; † 21. Dezember 2023) war ein Boxer aus der DDR im Halbschwergewicht. Er war unter anderem Teilnehmer der Olympischen Spiele 1972 (Platz 17) und 1976 (Platz 5).

## Boxkarriere
Sachse absolvierte sein erstes Boxtraining im Lützener Stadtteil Poserna und wechselte später zur BSG Fortschritt Weißenfels sowie zum SC Chemie Halle. Sein größter Erfolg im Nachwuchsbereich war der Gewinn der Goldmedaille bei der Junioren-Europameisterschaft 1970 in Miskolc.
Bei den Erwachsenen wurde er 1971, 1972, 1973, 1975, 1976 und 1977 jeweils DDR-Meister und schlug in den Finalkämpfen Knut Anders (2×), Reinhard Fischer, Eckhard Hadler (2×) und Bernd Wittenburg. Das international besetzte und prestigeträchtige Turnier des Chemiepokals gewann er in den Jahren von 1970 bis 1976 gleich sechsmal in Folge, wobei ihm auch Siege gegen Jewgeni Gorstkow und Oleg Korotajew gelangen. Dieser Rekord wurde erst im Jahr 2000 von Steven Küchler eingestellt.
Bei den Olympischen Spielen 1972 in München unterlag er noch in der Vorrunde gegen Miguel Cuello und bei den Olympischen Spielen 1976 in Montreal erst im Viertelfinale gegen Leon Spinks. Bei der Weltmeisterschaft 1974 in Havanna gewann er nach einer Niederlage im Halbfinale gegen Mate Parlov eine Bronzemedaille.
Sachse war zudem zweimaliger Vize-Europameister; 1971 in Madrid nach einer Finalniederlage gegen Mate Parlov, sowie 1977 in Halle (Saale) nach einer finalen Niederlage gegen Dawit Kwatschadse. 1973 in Belgrad verlor er im Viertelfinale gegen Oleg Korotajew und gewann 1975 in Katowice nach einer Halbfinalniederlage gegen Anatolij Klimanow eine EM-Bronzemedaille.

## Sonstiges
Ottomar Sachse ist im Stadtteil Kleingöhren aufgewachsen, besuchte die Goethe-Oberschule Weißenfels und wechselte mit 16 Jahren auf eine Sportschule in Halle (Saale). Nach dem Ende seiner Wettkampfkarriere 1977 war er zwischenzeitlich Vizepräsident des DDR-Boxverbandes, Chef der deutschen olympischen Gesellschaft Sachsen-Anhalts, Schatzmeister der Gemeinschaft deutscher Olympiateilnehmer und bis Ende 2019 Präsident des Bundes Deutscher Faustkämpfer (BDF). Beruflich war er ab 1994 Geschäftsführer der AEB-GmbH für Ausbildung, Existenzgründung und Beratung. Er hatte eine Schwester, war verheiratet und Vater von zwei Söhnen. Beigesetzt wurde er am 29. Januar 2024 auf dem Friedhof Büschdorf in Halle (Saale).